# 2005 ve fotografii
Tento článek obsahuje významné fotografické události v roce 2005.

## Události
- Firma AgfaPhoto ohlásila bankrot. Skončila výroba této značky.
- Akcionáři Bank One schválili prodej firmy Polaroid společnosti Petters Group Worldwide.

- Měsíc fotografie Bratislava 2005

- Mezinárodní festival fotografie v Lodži, květen
- kongres Fédération photographique de France, červen
- Rencontres d'Arles červenec–září
- Festival international de la photo animalière et de nature, Montier-en-Der, každý třetí čtvrtek v listopadu
- Salon de la photo, Paříž, listopad
- Mois de la Photo, Paříž, listopad
- Paris Photo, listopad
- Month of Photography Asia, Singapur

## Ocenění
- Czech Press Photo – Václav Jirsa, Právo, XII. letní paralympijské hry Athény, Erich Winkler (Německo), bronzový, cyklistika, silnice, časovka, září 2004

- World Press Photo – Finbarr O'Reilly
- Prix Niépce – Elina Brotherus
- Prix Nadar – Larry Towell, Země Nikoho (No Man's Land), éditions Textuel, zvláštní uznání poroty: Olivia Colo, Wilfrid Estève a Mat Jacob za Photojournalisme à la croisée des chemins, vydali společně Marval a EMI-CFD
- Prix Arcimboldo – Patrick Fournial
- Cena Henriho Cartier-Bressona – Fazal Sheikh
- Prix HSBC pour la photographie – Eric Baudelaire a Birgitta Lundová[1]
- Prix Bayeux-Calvados des correspondants de guerre – Jim MacMillan (Associated Press)
- Prix Canon de la femme photojournaliste – Claudia Guadarrama
- Prix Picto – Vincent Gapaillard (vítěz)
- Prix Voies Off – rovným dílem Joakim Eneroth  a Josef Schulz
- Prix Roger-Pic – Martin Kollár, slovenský fotograf, za seriál s názvem Nic zvláštního

- Cena Oskara Barnacka – Guy Tillim, (Jihoafrická republika)
- Cena Ericha Salomona – Horst Faas
- Cena za kulturu Německé fotografické společnosti – Wilfried Wiegand
- Cena Hansely Miethové – Francesco Zizola (fotografie), Von Dimitri Ladischensky (text)

- Davies Medal – David Saunders

- Cena Ansela Adamse – Larry Allen
- Cena W. Eugena Smithe – Pep Bonet
- Zlatá medaile Roberta Capy – Chris Hondros, Getty Images, „One Night In Tal Afar“
- Cena Inge Morath – Mimi Chakarova (stránky) (USA), Sex Trafficking in Eastern Europe, Jessica Dimmocková[2] (USA), Shannon Taggart[3] (USA) a Ren Yue[4] (Čína)
- Infinity Awards – Susan Meiselas, Lodz Ghetto Album: Photographys by Henryk Ross, Chris Boot Ltd., The New Yorker, Loretta Lux a Deborah Turbeville
- Pulitzerova cena
  -  Pulitzer Prize for Breaking News Photography – Fotografové Associated Press, „za jejich úžasné série fotografií celoročního krvavého boje v iráckých městech.“ (citace, fotografie)
  -  Pulitzer Prize for Feature Photography – Deanne Fitzmaurice, San Francisco Chronicle, „za její citlivé fotografické eseje z nemocnice v Oaklandu v Kalifornii, snahu lékařů vyléčit iráckého chlapce málem zabitého explozí.“ (obrázky)

- Cena Higašikawy – Kim Nyung-man, Hotaró Kojama, Kendži Kohijama, Rjóko Suzuki
- Cena za fotografii Ihei Kimury – Rjúdai Takano (鷹野 隆大)
- Cena Kena Domona – Eiičiró Sakata (坂田 栄一郎) za PIERCING THE SKY
- Cena Nobua Iny – Nobuo Šimose
- Cena Džuna Mikiho – Ikuko Cučija (土屋 育子, žena) za Images of Trust
- Cena inspirace Džuna Mikiho – Masajuki Kamo (カモ マサユキ) za Civilized Society Hitoši Nakadžima (中嶋 仁司) za cyklus Among the usual

- Prix Paul-Émile-Borduas – Micheline Beauchemin
- Fotografická cena vévody a vévodkyně z Yorku – Karen Henderson

- Národní fotografická cena Španělska – Bárbara Allende (Ouka Leele).[5]

- Hasselblad Award – Lee Friedlander
- Švédská cena za fotografickou publikaci – Lennart af Petersens, Åke Hedström
- Cena Lennarta Nilssona – Frans Lanting

- Cena Roswithy Haftmann – Robert Ryman

## Velké výstavy
- Doisneau chez les Joliot-Curie. Un photographe au pays des physiciens, Musée des arts et métiers, Paříž, 31. května – 16. října

## Úmrtí v roce 2005

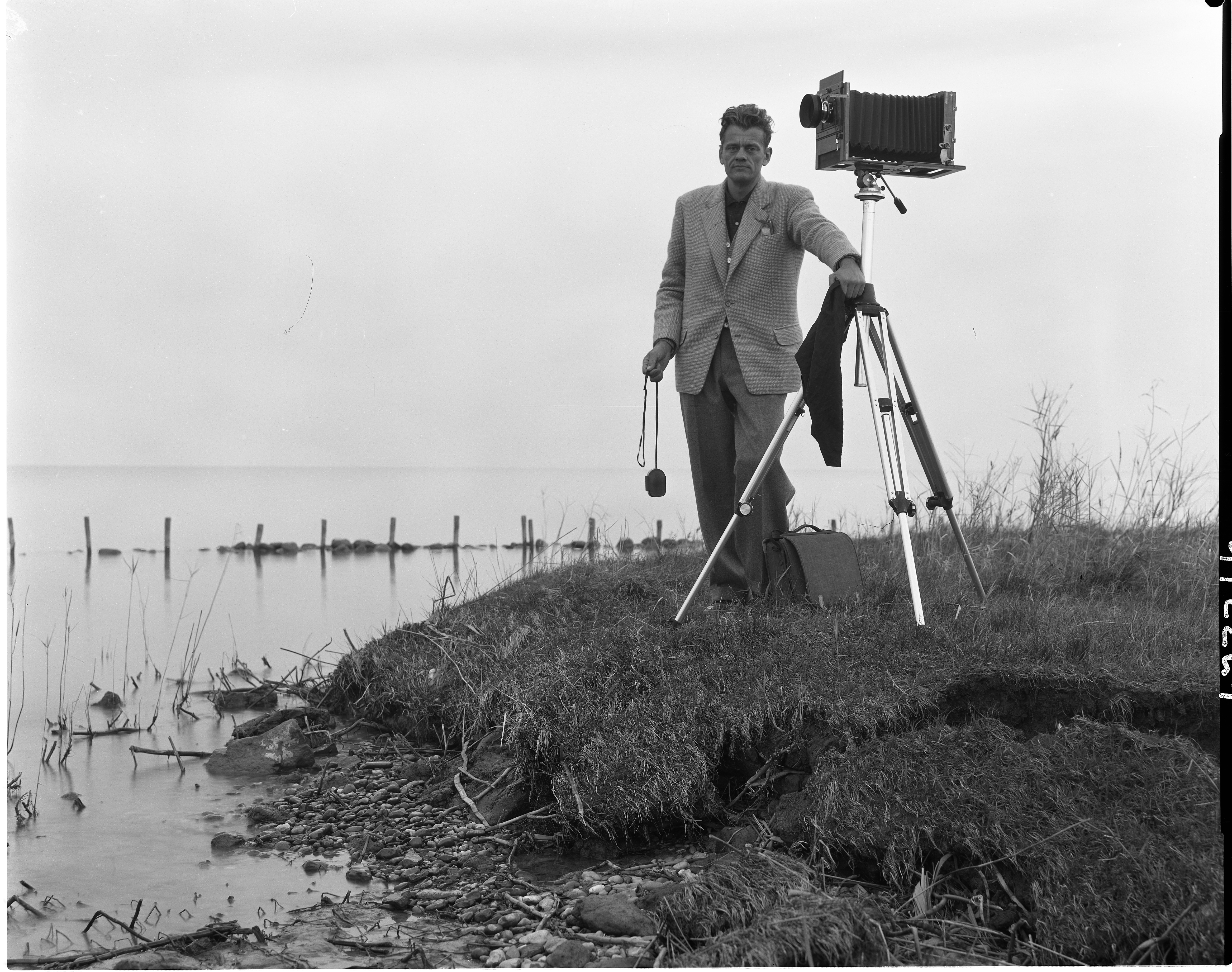
Dne 8. března zemřel německý fotograf Peter Keetman

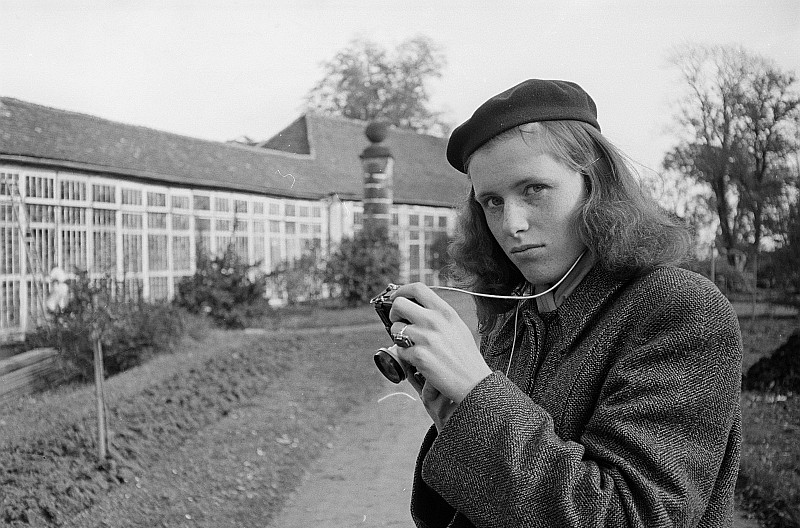
Německá fotografka Renate Rössingová v tomto roce zemřela

- 2. ledna – Charles Paul Wilp, 72, německý umělec, režisér a fotograf
- 16. ledna – Jošito Macušige, 92, japonský fotograf, který přežil Hirošimu a pořídil pět fotografií
- 28. ledna – Artūras Barysas, 50, litevský herec, zpěvák, fotograf a filmař
- 21. února – Zdzisław Beksiński, 75, polský malíř, grafik, jevištní výtvarník a architekt, představitel polského symbolismu, surrealismu a modernismu
- 8. března – Peter Keetman, 88, německý fotograf
- 10. března – Serge Vandercam, 85, belgický malíř, sochař a fotograf narozený v Dánsku
- 11. března – Humphrey Spender, 94, britský fotožurnalista, Picture Post
- 20. března – Walter Reuter, 99, mexický fotožurnalista německého původu
- 21. března – Anthony K. Roberts, americký herec a fotograf, nositel Pulitzerovy ceny za fotografii (* 14. července 1939)
- 29. března – Clive McLean, 60, anglický fotograf erotiky, Hustler
- 27. května – Fay Godwin, 74, britský fotograf.[6]
- 28. května – Gilles Ehrmann, 76, francouzský fotograf.[7]
- 17. června – Keith Morris, 66, anglický fotograf rockových hudebníků
- 11. července – Renate Rössingová, německá fotografka (* 15. dubna 1929)
- 23. července – Christian Zuber, 75, francouzský fotodokumentarista, novinář, spisovatel a filmový producent[8]
- 3. srpna – Roland Castro, 57, belgický fotograf.[9]
- 17. srpna – Freddy Alborta, 73, bolivijský fotograf
- 21. srpna – Zbigniew Dłubak, 84, polský malíř, fotograf a teoretik
- 21. srpna – Horst Tappe, 67, německý fotograf žijící ve Švýcarsku.[10]
- 27. srpna – Václav Chochola, český fotograf (* 31. ledna 1923)
- 15. září – Aleksandar Ravlić 76, bosenský fotograf
- 22. září – Annemarie Heinrich, 93, prominentní německo-argentinská fotografka
- 27. října – Jerry Cooke, 84, rusko-americký sportovní fotograf a fotožurnalista
- 11. listopadu – Patrick Anson, 66, britský šlechtic a fotograf, mrtvice.[11]
- 19. listopadu – Jean Rigaud, 80, francouzský fotograf a spisovatel
- 24. listopadu – Béchir Manoubi, 75, tuniský fotograf
- 1. prosince – Michael Evans, 61, americký novinářský fotograf a hlavní oficiální fotograf Bílého domu během prezidentství Ronalda Reagana v období 1981–1985
- 5. prosince – Bob Richardson, 77, americký fotograf módy
- 7. prosince – Loomis Dean, 88, americký fotograf, Life
- 21. prosince – Fernand-André Parisod, 76, švýcarský fotograf
- 30. prosince – Kurt Blum, 83, švýcarský fotograf a filmový dokumentarista
- 31. prosince – Louise Boyle, americká fotografka (* 17. února 1910)
- ? – Viktor Richter, český dokumentární fotograf (* 4. srpna 1919)
- ? – Małgorzata Apathy, polská umělecká fotografka a členka Slezského okresu Svazu polských uměleckých fotografů a Katowické fotografické společnosti (* 1936)
- ? – Masaaki Nakagawa, 62, japonský fotograf (* 1943)
- ? – Hichirō Ouchi (Hičiró Ouči), 92, japonský fotograf (* 1913)
- 2. května – Senzō Yoshioka (Senzó Jošioka), 89, japonský fotograf (* 1916)

## Výročí
Sté výročí narození

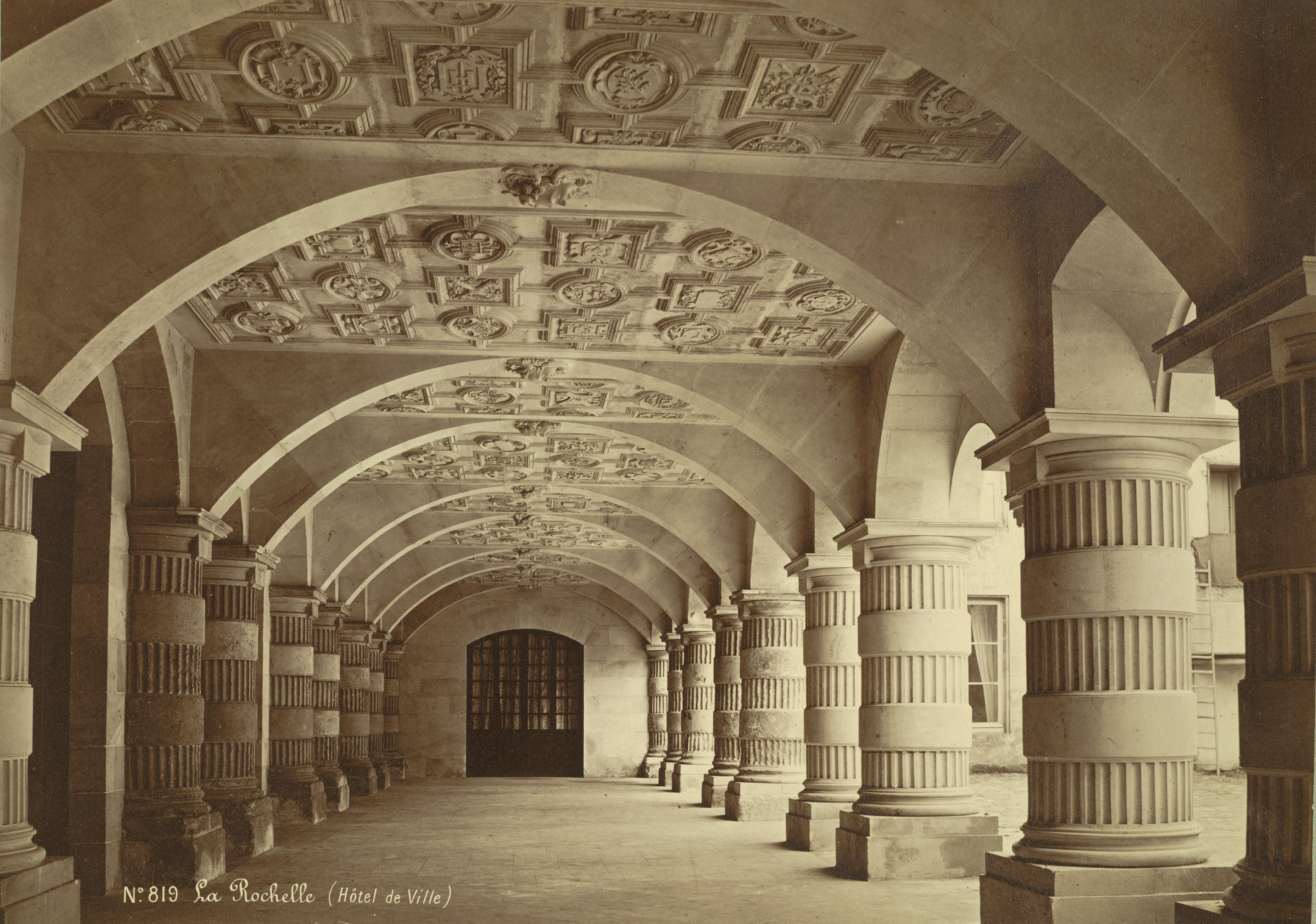
Séraphin-Médéric Mieusement: Renesanční radnice ve francouzském přístavním městě La Rochelle, fotografováno asi 1874–1890, albuminový tisk, sbírka A. D. White Architectural Photographs, Cornell University Library

- ? – Charles Clyde Ebbets, fotograf
- ? – Roger Parry, fotograf
- ? – Joaquín del Palacio, fotograf
- ? – Eric Schaal, fotograf
- ? – Noboru Ueki, japonský fotograf
- ? – Todd Webb, fotograf

Sté výročí úmrtí
- ? – Léon-Eugène Méhédin, fotograf
- ? – Séraphin-Médéric Mieusement (12. března 1840 – 10. září 1905), francouzský fotograf architektury
- ? – Jacob Olie, nizozemský fotograf